# Liberté de l'art
La liberté de l'art, parfois appelée la liberté d’expression artistique, ne doit pas être confondue avec la licence artistique. La liberté de l'art est un droit politique ou social, comparable à la liberté d'expression : l'artiste est libre de toute censure contre la politique, et est libre de produire de l'art comme il l'entend, sans ingérence de la société. La licence artistique est le droit de l'artiste de prendre des libertés au sein de l'œuvre d'art. 
La liberté de l'art est un droit fondamental, par exemple en Allemagne, en Autriche et en Suisse. Aux Pays-Bas et en Belgique, ce droit n'est pas explicitement inscrit dans la constitution.

## Canada
Au Canada, la Charte canadienne des droits et libertés protège l'expression artistique,. Toutefois, la liberté artistique ne tombe pas sous un régime juridique spécial, car il y a application des mêmes règles que la liberté d'expression générale.

## France
En juillet 2016, la France a modifié sa législation afin de l'étendre à la protection juridique de la liberté de la création, à l'architecture et au patrimoine. Pour la première fois en droit international, les expressions artistiques sont établies comme des biens publics et la « diffusion de la création artistique est libre ». Cela implique non seulement que les artistes sont libres de créer, mais aussi que le public au sens large y a accès. Par conséquent, l'art et les expressions artistiques ne peuvent être censurés ou simplement exclus des expositions et autres événements.

## Belgique
Il n'y a pas non plus de disposition dans la Constitution belge qui offre une protection spéciale à la liberté de l'art. Cependant, il est prévu par la Constitution qu'une interprétation large de l'exception artistique est acceptée. La jurisprudence à cet égard est rare, bien que dans une affaire de 1931, la Cour de cassation ait établi comme règle que des œuvres d'art peuvent être produites qui portent atteinte à l'indécence. Ce qui est important ici, c'est ce que l'artiste a voulu avec son expression, comment l'œuvre a été rendue publique et quel est le groupe cible.

## Pays-Bas
La protection de la liberté de l'art n'est pas protégée par une disposition explicite de la Constitution néerlandaise. En outre, la jurisprudence néerlandaise n'accepte pas l'exception artistique en elle-même, légalement appelée exception artistique, en tant que motif de justification indépendant. Il résulte de la jurisprudence de 1988 que l'article 10 de la Convention européenne des droits de l'homme n'interdit pas de poursuivre pénalement les artistes si une infraction pénale a été commise uniquement au moyen d'une œuvre d'art.

## Allemagne, Autriche et Suisse
En Allemagne, la liberté de l'art est inscrite à l'article 5, paragraphe 3, de la Constitution de la République fédérale d'Allemagne. Ce droit est inclus dans le même article qui protège également d'autres libertés telles que la liberté d'expression, la liberté de la presse et la liberté d'enseignement.
Dans la Constitution de la Suisse, la liberté de l'art est protégée à l'article 21 et dans la Constitution autrichienne à l'article 17.
Sous l'Allemagne nazie et la République démocratique allemande, la liberté de l'art a été sévèrement restreinte.
Le 9 septembre 2010, le caricaturiste danois Kurt Westergaard a reçu un prix international de la chancelière allemande Angela Merkel, les motivant avec le premier paragraphe de l'article constitutionnel allemand.